# Roboz Zoltán
Roboz Zoltán (Kaposvár, 1861. szeptember 2. – Kaposvár, 1905. július 24.) zoológus, levéltáros, természettudományi író. Roboz István fia.

## Életútja
Alsóbb iskoláit szülőhelyén, a 7. és 8. osztályokat a Kegyes Tanítórendek vezetése alatt álló Nagykanizsai Katolikus Főgimnáziumban végezte. 1878-ban a Budapesti Tudományegyetem Bölcsészettudományi Karára iratkozott be, ahol különösen a zoológia, majd botanika és mineralógia tették kedvelt tantárgyait. 1881 májusában a Budapesti Tudományegyetemen bölcseletdoktorrá avatták a zoológia, botanika és mineralógia tudományokból. Ugyancsak 1881-ben az egyetem száz éves jubileuma alkalmából a zoológiai szakból kitűzött pályadíjat nyerte A Polycelis nigra Ehr. boncztana című munkájával. Ugyanakkor kapta az állattanból a szorgalmi díjat. 1881 őszén a Heidelbergi Egyetemet kereste fel és egy évet töltött a jeles zoológus, Otto Bütschli mellett, ahol önálló tudományos búvárlatokkal foglalkozott; majd állami külföldi utazási ösztöndíjjal a Grazi Egyetem zoológiai intézetében dolgozott Franz Eilhard Schulze mellett. 1883 őszén a francia államnak a Földközi-tenger partján, Villefranche-sur-Merben felállított tengeri zoológiai állomásán munkálkodott. Mint filoxérabiztosnak érdemei voltak a Somogy megyei szőlők felújítása körül. Később megválasztották Somogy vármegye főlevéltárnokává. Özvegye Szalay Elza (1866–1945), Szalay Károly országgyűlési képviselő és a magyar költészetben jeles nevet kivívott Kisfaludy Atala leánya. Sírja Kaposváron, a Keleti temetőben található.
Cikkei a math. és termtud. Értesítőben (I. 1883. Rhizopoda-tanulmányok. I. Calcituba polymorpha n. gen. n. sp. Németül: a Math. u. naturw. Berichte aus Ungarnban és a Sitzungsberichte d. k. Akad. d. Wiss. in Wien. Math. Cl. (8. köt.-ben); a Természettud. Közlönyben (1886. Gregarina flava); az Egyetértésben (1886. 225. sz. Egy magyar szaktudomány érdekében).

## Munkái
- Adatok a cestodák ismeretéhez a solenophorus megalocephaluson megejtett vizsgálatok alapján. Budapest, 1882. (Értekezések a term. tud. köréből XII. 10.).
- Adatok a gregarinák ismeretéhez. (A villafrancai tengeri állattani állomásról). Budapest, 1886. (Értek. a term. tud. kör. XVI. 4.).
- Jelentés a phyloxeraügy állásáról Tolna vármegyében az 1887. évben Szekszárd, 1887
- A szénkéreg alkalmazása a phyloxera elleni védekezésnél. Számos fametszettel. Szekszárd, 1890
- Az amerikai szőlők a phyloxera elleni védekezésnél. Számos a szöveg közé nyomott ábrával. Szekszárd, 1892
- Néhány szó hazai szőlészetünk reconstructiójához. Válaszul Miklós Gyulának. Kaposvár, 1892